# Ghost in the Shell (film, 1995)
Pour les articles homonymes, voir Ghost in the Shell (homonymie).
Série
Ghost in the Shell 2: Innocence
Pour plus de détails, voir Fiche technique et Distribution.
Ghost in the Shell (攻殻機動隊, Gōsuto In Za Sheru/Kōkaku Kidōtai) est un film d'animation de Mamoru Oshii sorti en 1995. Il s'agit d'une adaptation cinématographique du manga du même nom de Masamune Shirow.
En 2004, Mamoru Oshii a réalisé Ghost in the Shell 2: Innocence, conçue comme une œuvre distincte et non comme une véritable suite. En 2008, Mamoru Oshii a sorti une version mise à jour du film original, Ghost in the Shell 2.0, proposant un nouveau montage sonore et des animations 3D plus modernes.

## Synopsis
L'histoire se déroule en 2029 dans un monde futuriste et dystopique de type cyberpunk. Le major Motoko Kusanagi et son collègue Batou, deux cyborgs, travaillent dans l'unité spéciale anti-terroriste du gouvernement (la section 9) de New Port City au Japon. Au cours d'une de leurs enquêtes, ils sont chargés de capturer un redoutable pirate informatique, insaisissable, connu seulement par son pseudonyme de « Puppet Master » (le « Marionnettiste »).
La traque se déroule sur fond de « guerre des services » de la section 9 face à la section 6, une unité rivale, cette dernière s'intéressant aussi au Puppet Master dans le cadre d'un projet mystérieux, le « Projet 2501 ».

## Fiche technique
- Titre original : Kōkaku kidōtai
- Titre français[1] : Ghost in the Shell
- Réalisation : Mamoru Oshii
- Scénario : Kazunori Itō (en) d'après un manga de Masamune Shirow
- Design des personnages : Hiroyuki Okiura
- Musique : Kenji Kawai
- Société de production : Production I.G
- Sociétés de distribution : Tōhō (Japon) ; Manga Entertainment (Amérique du Nord) ; Pathé (jusqu'en 2017, en vidéo sous le label Manga Entertainment) / @Anime (France)
- Budget : 600 000 000 yens (environ 5 millions d'euros/6 millions de dollars)[2]
- Pays de production : Japon
- Langue originale : japonais
- Format : couleur — 35 mm — 1,85:1 — Dolby stéréo Digital
- Durée : 83 minutes
- Dates de sortie : 
  - Japon : 18 novembre 1995
  - France : 29 janvier 1997
- Classification :
  - France : tous publics lors de sa sortie en salles[3] / interdit aux moins de 12 ans (vidéo)[4]

## Distribution
- Atsuko Tanaka (VF : Tania Torrens) : le major Motoko Kusanagi
- Maaya Sakamoto : Motoko Kusanagi jeune
- Akio Ōtsuka (VF : Daniel Beretta) : Batou
- Tamio Ōki (VF : René Bériard) : Aramaki, le chef de la section 9
- Iemasa Kayumi (VF : Gilles Tamiz) : le Projet 2501, alias le « Puppet Master »
- Kōichi Yamadera (VF : Pascal Renwick) : Togusa
- Tesshō Genda (VF : Pierre Hatet) : Nakamura, le chef de la section 6
- Yutaka Nakano (en) (VF : Bruno Devoldère) : Ishikawa
- Kazuhiro Yamaji (VF : Marc Alfos) : l'éboueur no 1
- Shigeru Chiba (VF : Jean-Jacques Nervest) : l'éboueur no 2
- ? (VF : Déborah Perret) : la voix de l'ordinateur central

## Production

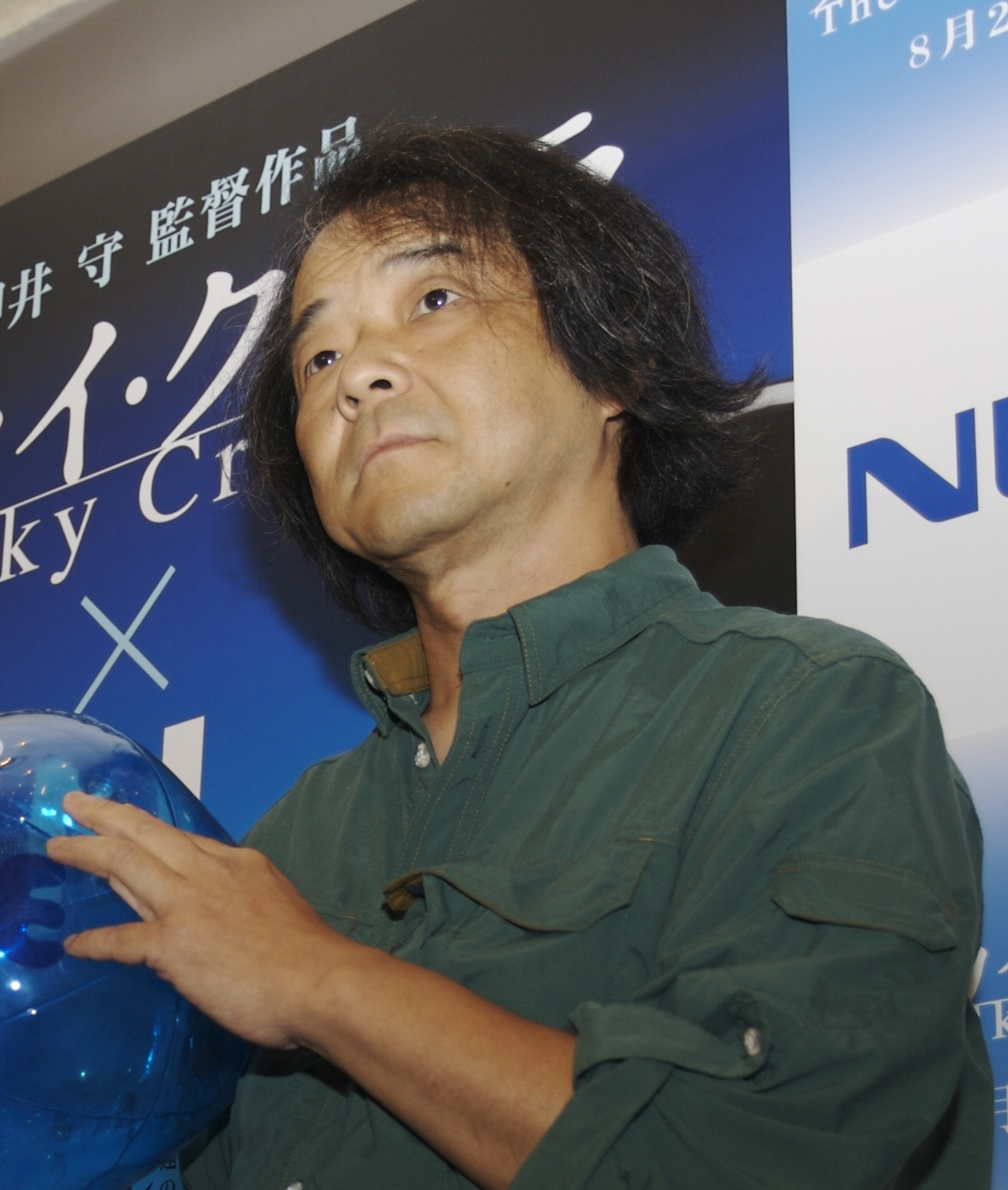
Mamoru Oshii

### Genèse
Après le succès des deux adaptations de Patlabor réalisées par ses soins, Mamoru Oshii écrit un pitch de ce qui deviendra Jin-Roh, la brigade des loups. Au moment de présenter son idée à Bandai Visual, le producteur de l'époque lui impose cependant de travailler sur le projet d'adaptation du manga Ghost in the Shell. Oshii, qui connaît déjà le matériau de base, s'applique alors à traduire visuellement les idées très complexes du manga.

### Direction artistique
Les décors de la ville de New Port City au Japon, où se situe l'action, sont imaginés par le directeur artistique du film Hiromasa Ogura (小倉 宏昌). Celui-ci s'est, pour cela, inspiré de Hong Kong et notamment de la citadelle de Kowloon, ainsi que d'une ville imaginaire dessinée par Takashi Watabe (渡部 隆).

### Censure
Le film, dans sa version française, est traduit de manière à censurer la première phrase du personnage de Motoko. Le Major invoque alors un problème d'alimentation électrique pour expliquer ses difficultés de communication avec Batou, tandis que le texte original fait référence à sa menstruation et annonce ainsi certaines thématiques revenant tout au long du film, sous des formes moins explicites.

## Accueil

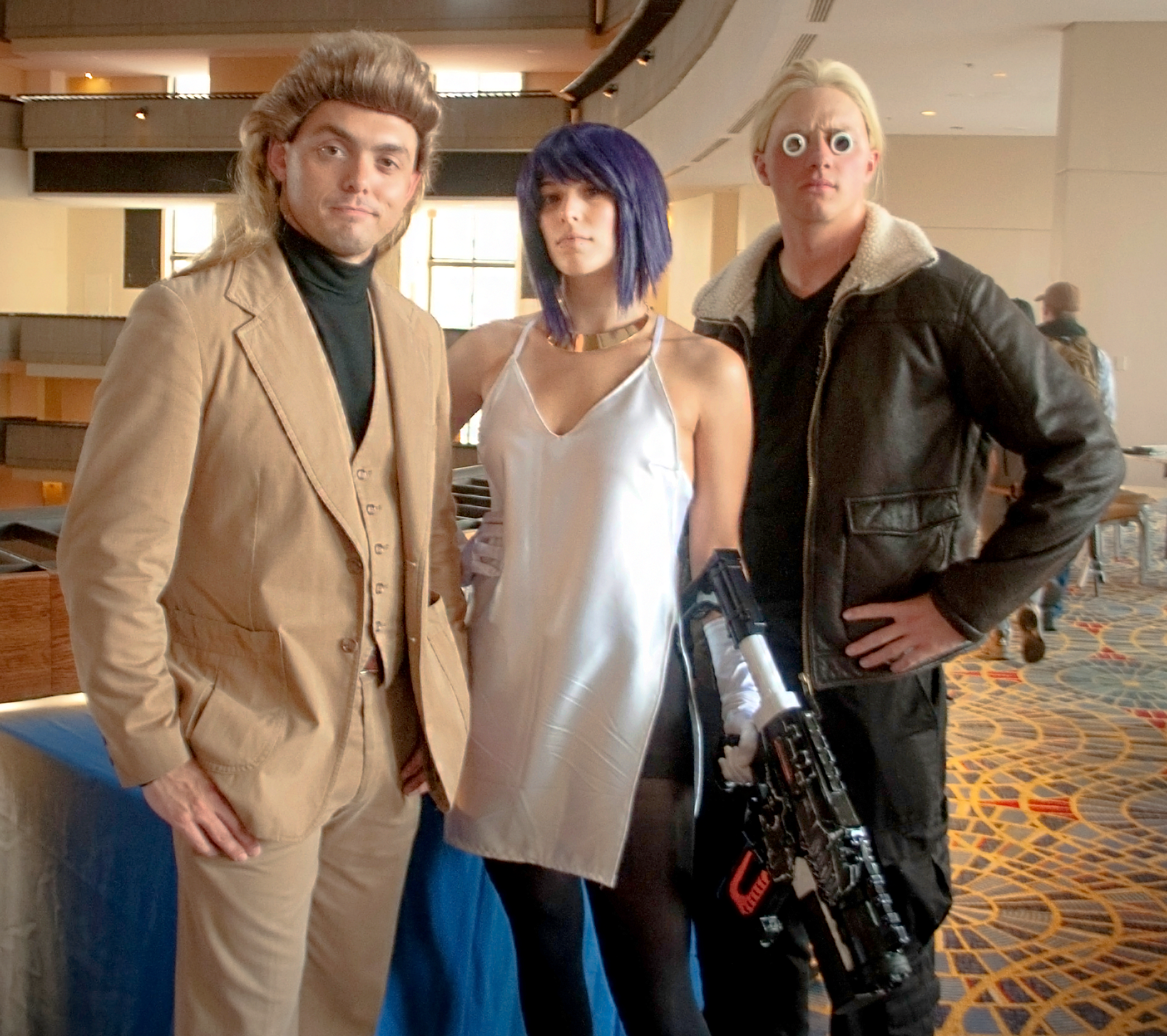
Trois cosplays inspirés par la série Ghost in the Shell.

### Critique
Largement considéré comme l'un des plus grands films d'anime, ou film d'animation, de tous les temps, les critiques ont particulièrement salué les effets visuels du film, obtenus grâce à une combinaison d'animation celluloïd traditionnelle et d'animation CGI.

### Box-office
Le film a été initialement un échec au box-office avant de devenir culte à la suite de sa sortie en vidéo, générant un chiffre d'affaires d'environ 43 millions de dollars.

## Suite et variations

### Télévision
- 2002 : Ghost in the Shell: Stand Alone Complex, série animée à laquelle Mamoru Oshii a contribué lors de la deuxième saison[8].

### Films d'animation
- 2004 : Ghost in the Shell 2: Innocence. Film de Mamoru Oshii dans lequel reviennent les personnages de Batou et Togusa, peu après la « disparition » du major.
- 2008 : Ghost in the Shell 2.0[9]. Remake réalisé par Mamoru Oshii à l'occasion de la sortie du film The Sky Crawlers. Les celluloïds du film original sont numérisés et le compositing (mélange de plusieurs sources d'images pour en faire un plan unique) permet d'y inclure de nouveaux effets spéciaux. Certaines séquences sont entièrement remplacées par des animations en images de synthèse. Les dialogues et la musique sont également réenregistrés et légèrement modifiés[10].

### Film en prise de vues réelles
- 2017 : Ghost in the Shell de Rupert Sanders.

## Postérité

### Place dans l'histoire du cinéma d'animation
Ghost in the Shell est devenu progressivement un film culte. Il est considéré désormais comme un classique du cinéma d'animation japonais et du cinéma de science-fiction cyberpunk,. 
Le film a inspiré des cinéastes tels que les Wachowski, les créatrices de la saga de films Matrix et le réalisateur James Cameron[réf. nécessaire].

### Allusions dans d'autres œuvres
En 1998, la chanson King of My Castle du Wamdue Project dirigé par le producteur de musique américain Chris Brann est accompagnée d'un clip qui reprend des séquences de Ghost in the Shell. La chanson, comme le film d'animation, aborde la question des liens entre la conscience et l'inconscient au sens freudien.